# Lijst van beschermd erfgoed in Fontaine-l'Évêque
Onderstaande tabel geeft een overzicht van de beschermde erfgoederen in de gemeente Fontaine-l'Évêque. Het beschermd erfgoed maakt deel uit van het cultureel erfgoed in België.
| Object | Bouwjaar/architect | Deelgemeente | Adres                 | Coördinaten                   | Nummer?                | Afbeelding                      |
| --- | ------------------ | ------------ | --------------------- | ----------------------------- | ---------------------- | ------------------------------- |
| Kerk Saint-Christophe |                    |              |                       | 50° 24' 43" NB, 4° 19' 18" OL | 52022-CLT-0001-01 Info | Kerk Saint-Christophe           |
| Kasteel van Fontaine-l'Évêque |                    |              |                       | 50° 24' 44" NB, 4° 19' 28" OL | 52022-CLT-0002-01 Info | Kasteel van Fontaine-l'Évêque   |
| Kerk Saint-Martin |                    |              |                       | 50° 23' 50" NB, 4° 19' 55" OL | 52022-CLT-0005-01 Info | Kerk Saint-Martin               |
| Gemeentelijk park |                    |              |                       | 50° 24' 36" NB, 4° 19' 30" OL | 52022-CLT-0007-01 Info | Gemeentelijk park               |
| Kasteel Bivort en zijn omgeving |                    |              |                       | 50° 24' 43" NB, 4° 19' 21" OL | 52022-CLT-0008-01 Info | Kasteel Bivort en zijn omgeving |
| Kapel de la briqueterie: gevels en daken |                    |              | rue de la briqueterie | 50° 24' 58" NB, 4° 19' 49" OL | 52022-CLT-0009-01 Info |                                 |
| Huis: gevels en daken |                    |              | rue Despy, n° 21      | 50° 24' 44" NB, 4° 19' 11" OL | 52022-CLT-0010-01 Info |                                 |
| Huis: gevels en daken |                    |              | rue Despy, n° 71      | 50° 24' 46" NB, 4° 18' 59" OL | 52022-CLT-0011-01 Info |                                 |
| Huis: gevels en daken |                    |              | Grand' rue n° 21      | 50° 24' 38" NB, 4° 19' 24" OL | 52022-CLT-0012-01 Info |                                 |
| Kerk Saint-Vaast: toren |                    |              | rue J.A.S. Parée      | 50° 24' 35" NB, 4° 19' 28" OL | 52022-CLT-0013-01 Info | Kerk Saint-Vaast: toren         |
| Serie huizen in de strook ruelle Dardinne 2 tot 20, en het huis op de hoek gevormd door deze straat en de place Degauque, het oppervlak van de straat en watergoten en trottoirs geplaveid in blauw hardsteen |                    |              |                       | 50° 23' 54" NB, 4° 19' 55" OL | 52022-CLT-0015-01 Info |                                 |
| Huis: gevels en daken |                    |              | rue Fauconnier, n° 14 | 50° 24' 37" NB, 4° 19' 27" OL | 52022-CLT-0016-01 Info |                                 |